# Географско положение
Географското положение отразява местоположението и отношението на дадена територия или обект спрямо други обекти или части от земната повърхност в 3 аспекта: глобален, регионален и локален.
Има няколко вида географско положение:
- астрономическо географско положение – положението на обект спрямо екватора и гринуичкия меридиан, изразено чрез географски координати.

- природно-географско (физикогеографско) положение – положението на даден обект спрямо други обекти (планини, реки, равнини, морета и т.н)

Астрономическото и физикогеографското положение не се променят с времето.
- икономогеографско (стопанскогеографско) положение – отношението на дадена страна спрямо всички обекти имащи влияние върху икономиката ѝ (пътища, икономически огранизации, природни ресурси, световни пазари). То бива: транспортногеографско, търговскогеографско, туристическо географско положение.

- политикогеографско (геополитеческо) положение – политическите отношение на страните (към него спада военногеографското положение).

Икономогеографското и политикогеографското положение се променят с времето в зависимост от международните отношения и са тясно свързани.
- екологогеографско положение – пряко свързано с физикогеографското, икономогеографското и политикогеографското положение. Определя се от характера на природната среда и устройчивостта ѝ на антропогенното въздействие, от посоката на трансграничния пренос на замърсяващи вещества по въздушен и воден път.